# 惡魔列表
恶魔列表，本列表介绍各個宗教、國家、神話中所出現的恶魔，或形象氣質類似於惡魔的角色。

## A
- 亞蒙/阿蒙（Aamon/Amon）（基督教惡魔學）
- 亞巴頓/亞玻倫（Abaddon/Apollyon）（基督教惡魔學）
- 阿貝澤蒂布（Abezethibou）（猶太惡魔學）
- 阿卜拉克薩斯（Abraxas）（諾斯底主義）
- 阿比祖（Abyzou）（猶太神話）
- 艾柯呂斯（Achlys）（希臘神話）
- 亞得米勒（Adrammelech）（亞述神話、基督教惡魔學）
- 艾什瑪（Aeshma）（祆教）
- 阿加利亞雷普（Agaliarept）（猶太神話）
- 阿格拉特·巴特·馬哈拉特（Agrat bat Mahlat）（猶太惡魔學）
- 阿加雷斯（Agares）（基督教惡魔學）
- 阿吉爾（Agiel）（猶太神話）
- 阿里曼/安哥拉·曼紐（Ahriman/Angra Mainyu）（祆教）
- 艾姆/哈拜利（Aim/Haborym）（基督教惡魔學）
- 阿卡·馬納/阿克姆·馬納/阿庫曼/阿克萬（Aka Manah/Akem Manah/Akoman/Akvan）（祆教）
- 阿庫瑪（英语：Akuma (folklore)）（Akuma）（日本佛教、日本基督教）
- 阿爾·安娜（Al Ana）（土耳其民間傳說）
- 阿拉（惡魔）（Ala）（斯拉夫神話）
- 安拉爾（Alal）（迦勒底神話）
- 阿拉斯托（Alastor）（基督教惡魔學）
- 安洛先/安洛瑟（Alloces/Allocer）（基督教惡魔學）
- 阿盧（Allu）（阿卡德神話）
- 亞麥依蒙（Amaymon）（基督教惡魔學）
- 安度西亞斯（Amdusias）（基督教惡魔學）
- 亞米（Amy）（基督教惡魔學）
- 阿奈米萊赫（Anammelech）（亞述神話）
- 阿納森（Anathan）（曼達安神話）
- 阿納耶（Anaye）（納瓦荷神話）
- 桉卡（Anqa）（阿拉伯民間傳說）
- 安西提夫（英语：Louviers possessions）（Ancitif）（基督教惡魔學）
- 安達卡（Andhaka）（印度教神話）
- 安托士（Andras）（基督教惡魔學）
- 安德雷斐斯（Andrealphus）（基督教惡魔學）
- 安杜馬利烏士（Andromalius）（基督教惡魔學）
- 安提（英语：Nemty）（Anti）（蘇美神話）
- 敵基督（Antichrist）（基督教末世論）
- 安阻（Anzû）（蘇美神話）
- 阿寶莎（Apaosha）（波斯神話）
- 阿佩普/阿波菲斯（Apep/Apophis）（埃及神話）
- 阿馬羅斯（Armaros）（猶太惡魔學）
- 執政官阿爾肯（英语：Archon (Gnosticism)）（Archon）（諾斯底主義）
- 阿茹那修羅（英语：Bhramari）（Arunasura）（印度神話）
- 阿薩格（Asag）（蘇美惡魔學）
- 雅撒庫（Asakku）（巴比倫神話）
- 阿斯貝爾（英语：Watcher (angel)）（Asb'el）（猶太神話）
- 阿斯摩太/阿斯摩帝斯（Asmodai/Asmodeus）（猶太民間傳說、基督教神話、伊斯蘭民間傳說）
- 阿霜魔（Aswang）（菲律賓民間傳說）
- 亞斯她錄（Astaroth）（基督教惡魔學）
- 阿修羅（Asura）（印度神話、佛教、神道教）
- 阿撒茲勒/阿撒瀉勒（Azazel/Azaz'el）（猶太神話、伊斯蘭民間傳說）
- 阿茲·達哈卡/達哈克（Azi Dahaka/Dahak）（祆教）

## 基督教
- 亞得米勒（Adramelech）
- 阿加利亞雷普托（Agaliarept）
- 亞麥依蒙（Amaymon）
- 阿斯摩太（Asmodeus）
- 比利士（Baal Berith）
- 巴風特（Baphomet）
- 巴力西卜（Beelzebub）
- 彼列（Belial）- 基督教、猶太教、所羅門的惡魔
- 貝爾菲格（Belphegor）
- 科森（Corson）
- 魔神（Demogorgon）
- 使魔（Familiar spirits）
- 弗勒提（Fleurety）
- 夢魔（Incubus）－男性形、魅魔（Succubus）－女性形
- 路西法（Lucifer）
- 瑪門（Mammon）
- 梅菲斯托費勒斯（Mephistopheles）
- 摩洛克（Moloch）
- 皮修斯（Pithius）
- 普魯弗拉斯（Pruflas）
- 撒旦（Satan） - 猶太教、基督教和伊斯蘭教中的魔鬼。
- 薩塔納奇亞（Satanachia）
- 塔木茲（Tammuz）
- 巴比倫大淫婦（Whore of Babylon）
- 齊米尼亞爾（Ziminiar）

## 所羅門
- 亞蒙（Aamon）
- 阿加雷斯（Agreas）
- 艾尼（Aini）
- 安洛先（Alloces）
- 安度西亞斯（Amduscias）
- 亞米（Amy）
- 安托士（Andras）
- 安德雷斐斯（Andrealphus）
- 安杜馬利烏士（Andromalius）
- 亞斯她錄（Astaroth）
- 阿斯摩太（Asmodeus）
- 巴力（Baal）
- 巴拉姆（Balam）
- 巴巴妥司（Barbatos）
- 巴欽（Bathin）
- 彼列（Belial）
- 比利士（Berith）
- 比夫龍（Bifrons）
- 貝雷特（Bilet）
- 布提斯（Botis）
- 布耶爾（Buer）
- 布涅（Bune）
- 蓋因（Caim）
- 錫蒙力（Cimeries）
- 克羅賽爾（Crocell）
- 但他林（Dantalian）
- 單卡拉比（Decarabia）
- 埃力格（Eligor）
- 佛勞洛斯（Flauros）
- 佛卡洛（Focalor）
- 佛拉斯（Foras）
- 佛爾卡斯（Furacas）
- 佛鈕司（Forneus）
- 佛爾佛爾（Furfur）
- 概布（Gaap）
- 加麥基（Gamygyn）
- 格剌希亞拉波斯（Glasyalabolas）
- 格莫瑞（Gremory）
- 古辛（Gusion）
- 哈艮地（Hagenti）
- 哈帕斯（Halphas）
- 因波斯（Ipos）
- 勒萊耶（Lerajie）
- 瑪巴斯（Marbas）
- 馬可西亞斯（Marchosias）
- 瑪帕斯（Malpas）
- 摩拉克斯（Morax）
- 毛莫（Murmur）
- 納貝流士（Naberius）
- 歐諾斯凱利斯（Onoskelis）
- 歐里亞斯（Orias）
- 歐若博司（Orobas）
- 歐賽（Ose）
- 派蒙（Paimon）
- 菲尼克斯（Phoenix）
- 普爾森（Purson）
- 勞姆（Raum）
- 羅諾比（Ronobe）
- 斯伯納克（Sabnak）
- 塞列歐斯（Saleos）
- 系爾（Seere）
- 沙克斯（Shax）
- 斯托剌（Stolas）
- 西迪（Sytry）
- 華劣克（Valac）
- 華利弗（Valefor）
- 威沛（Vepar）
- 瓦布拉（Vapula）
- 瓦沙克（Vassago）
- 拜恩（Vine）
- 化勒（Vual）
- 撒共（Zagan）
- 桀派（Zepar）

## 猶太
- 阿撒茲勒（Azael） - 猶太神話中的墮落天使。
- 貝赫莫特（Behemoth）
- 彼列（Belial）
- 利維坦（Leviathan）
- Lilin - 希伯來語Lilith的複數形式。 也稱為莉莉姆。
- 莉莉斯（Lilith）
- 莫斯提馬（Mastema）
- 喇合(Rahab)
- 薩麥爾（Samael）
- Shedim
- Tannin
- 守望者(Watcher) - 舊約聖經偽典《以諾書》中墮天使團。
- 席茲（Ziz） - 猶太教傳說中的巨鳥。

## 伊斯蘭教
- 伊布力斯（Iblis）
- 伊弗利特（Ifrit）
- 鎮尼（Jinn）—阿拉伯世界超自然生物的總稱。

## 巴比倫
- アサグ（日语：アサグ）（Asag）
- 怒蛇（Mušḫuššu）
- Mušmaḫḫū
- 提阿瑪特（Tiamat）
- 拖利斯賓（Tolisbing）

## 日耳曼
- 法夫納（Fafnir）

## 埃及
- 阿米特（Ammit）
- 阿佩普（Apep）
- Qenna
- Shezmu

## 巫毒教
- Gede
- 羅瓦（Loa）

## 芬蘭
- Hiisi
- Lempo
- Nakki
- Piru

## 北歐
- 赫拉斯瓦爾格（Hræsvelgr）
- 尼德霍格（Níðhöggr）
- 食人魔（Ogres）

## 歐洲
- 雙頭蛇（Amphisbaena）
- 巴西利斯克（Basilisk）
- 雞蛇（Cockatrice）
- 石像鬼（Gargoyle）
- 哥布林（Goblin）
- 葛雷姆林（Gremlin）
- Guayota
- 小惡魔（Imp）
- 空洞巨龍（Jabberwock）
- ネビロス（日语：ネビロス）（Nebiros）
- Xaphan

## 希臘
- 克爾柏洛斯（Cerberus）
- 恩浦薩（Empousa）
- 艾奇德娜（Echidna）
- 歐律阿勒（Euryale）
- 蛇髮女妖（Gorgon）
- 拉米亞（Lamia）
- 美杜莎（Medusa）
- 米諾陶洛斯（Minotaur）
- 斯忒諾（Stheno）
- 堤豐（Typhon）

## 阿卡德帝國
- Allu
- Bine
- 胡姆巴巴（Humbaba）
- 拉瑪什圖（Lamashtu）
- Rabisu
- Shedu
- 烏圖庫(Udug)

## 蘇美爾
- Asag
- 埃列什基伽勒（Ereshkigal）
- 尼努爾塔（Ninurta）
- 帕祖祖（Pazuzu）

## 伊特鲁里亞
- カルン w:Charun
- 克鲁斯 w:Culsu
- トゥクルカ w:Tuchulcha
- ウァント（ヴァンス）w:Vanth

## 玻里尼西亞
- w:Pitua
- w:Tipua
- w:Tonga-Hiti

## 拉脫維亞
- w:Perkele
- w:Vadatajs
- w:Velns

## 印度（包括印度教、佛教）
- 阿卡斯拉（日语：アガースラ）（Aghāsura）
- 安達卡（日语：アンダカ）（Andhaka）
- 阿修罗 (印度神话)（阿修罗 (佛教)）（Asura）
- 金目（Hiranyaksha）
- 金床（Hiranyakashipu）
- 瑪塔 (Mada)
- 馬希沙（日语：マヒシャ）（Mahisha）
- 魔罗（Māra）
- 那伽（Nāga）
- 餓鬼（Preta）
- 婆羅曼（日语：プローマン） (Puloman)
- 羅波那（Rāvaṇa）
- 羅刹（Rākṣasa）
- 弗栗多（Vritra）
- 夜叉（Yaksha）

## 瑣羅亞斯德教
- 艾什瑪（Aesma）
- 阿里曼（Ahriman）
- 阿卡·馬納（日语：アカ・マナフ）（Aka Manah）
- 阿茲達哈卡（Aži Dahāka）
- アストー・ウィーザートゥ（日语：アストー・ウィーザートゥ） (Astō.Vīδātu)
- アパオシャ（日语：アパオシャ） (Apaoša)
- ブーシュヤンスター（日语：ブーシュヤンスター）(Būšyąstā)
- 德弗（Daeva）
- ドゥルジ（日语：ドゥルジ）（Druj）
- ジャヒー（日语：ジャヒー）（Jahi）
- パリカー（日语：パリカー）（Parica）

## 阿茲特克
- イツラコリウキ（日语：イツラコリウキ）
- コアトリクエ（日语：コアトリクエ）
- 希瓦泰堤奧
- ツイツイミトル（Tzitzimitl）
- 特斯卡特利波卡
- 特拉威斯卡尔潘泰库特利
- 特拉佐爾特奧特爾
- 特拉爾泰庫特利（Tlaltecuhtli）
- 米克特蘭堤庫特里
- ヨナルデパズトーリ（日语：ヨナルデパズトーリ）

## 瑪雅
- 阿普奇（日语：ア・プチ）(Ah Puch)
- 伊休妲(Ixtab)
- イシュ・チェル（日语：イシュ・チェル）
- 維科布·卡庫伊科斯
- 卡布拉冈
- カマソッソ（日语：カマソッソ）
- シパクナー（日语：シパクナー）

## 神曲
- 狄斯（Dis）
- 馬納果達（Malacoda）
- 馬勒布朗克（Malebranche）
- 黒い天使（日语：黒い天使）（Nero Angelo）
- 卑しき天使（日语：卑しき天使）

## 亚洲
鬼神，
日本魔鬼
第六天魔王
妖魔
妖怪

## 其他
- 亞巴頓（Abaddon）（啟示錄）
- 阿卜拉克薩斯（Abraxas）（諾斯底主義）
- 阿拉爾 (哈萨克斯坦)（Alal）（巴比倫神話）
- アルプ（日语：アルプ）（Alp）（德國的夢魔）
- アルシエル（日语：アルシエル）（Alsiel）（舊約聖經）
- （Aristaqis）
- アルマロス（日语：アルマロス）
- （Asakku）
- （Asb'el）
- Baraqel
- Betryal
- カスピエル（日语：カスピエル） （偽エノク書）
- コロンゾン（日语：コロンゾン）（阿萊斯特·克勞利的恶魔）
- 大袞（Dagon）（巴勒斯坦神話）
- Elatha（愛爾蘭神話）
- Ethniu（愛爾蘭神話）
- エウリノーム
- ガデルエル Gader'el
- ガギソン Gagyson（法國神話）
- Gualichu（アラウカン神話）
- Guzalu
- インプ（日语：インプ）
- Hiisi
- ジョウビレックス Jubilex（克蘇魯神話）
- Kasadya
- コシチェイ（日语：コシチェイ）（俄羅斯神話）
- ラバス（日语：ラバス）
- Lempo
- Lix Tetrax
- マサライ（日语：マサライ）（新幾內亞的神靈）
- モコイ（澳大利亚的惡靈）
- （Neqa'el）
- ニスロク（亞述神話）
- Onoskelis
- Pinem'e
- リベザル（日语：リベザル） （波蘭的惡靈）
- 露莎卡（Rusalki）斯拉夫神話
- Rum'el
- Tuma'el
- Tur'el
- 烏科巴克（Ukobach）（地獄辭典的惡魔）
- 鬼火（Will-o'-the-wisp）（世界各地）
- Xezbeth
- イェクン w:Yeqon
- Yeter'el
- ザエボス Zaebos

## 科学
- 馬克士威妖（統計力学における思考実験）
- 拉普拉斯妖（物理学における思考実験）

## 跨宗教
恶灵
堕天使
魔王
邪神